# Alan Lo
Pour les articles homonymes, voir Lo.
Alan Lo est un réalisateur hongkongais.

## Filmographie

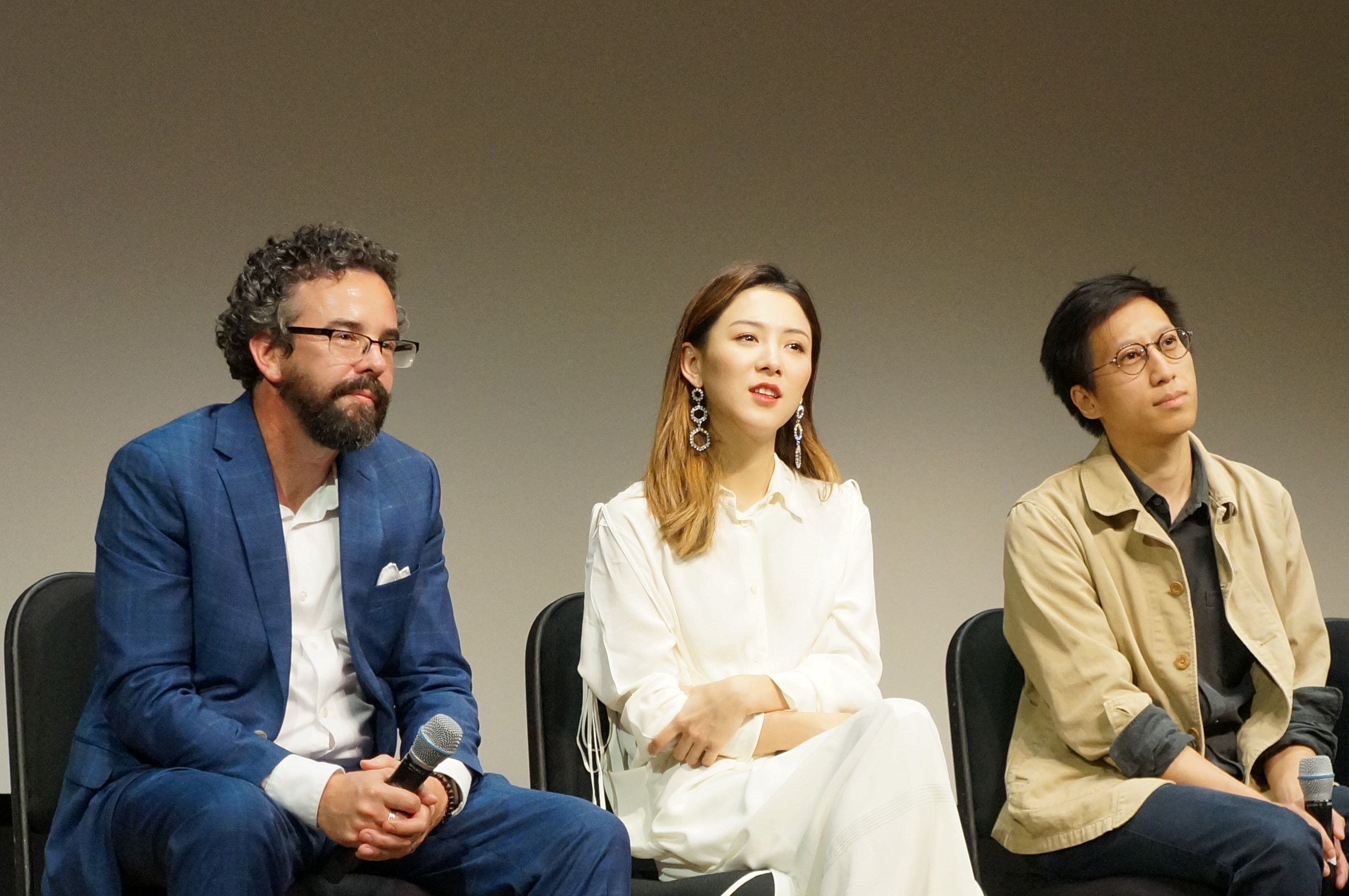
Le 27 juillet 2018, à la Freer Sackler Gallery à Washington DC, une table ronde sur le film hongkongais Zombiology: Enjoy Yourself Tonight (2017) avec (de gauche à droite) Tom, Venus Wong et Alan Lo.

### Réalisateur
- 2017 : Zombiology: Enjoy Yourself Tonight